# آيت عبد الحميد (تازارين)
آيت عبد الحميد هي إحدى مشيخات المملكة المغربية، تتبع جغرافيا لإقليم تازة وإداريًا لتازارين. يقدر عدد سكانها بـ 3837 نسمة حسب الإحصاء الرسمي للسكان والسكنى لسنة 2004.